# Taffoni

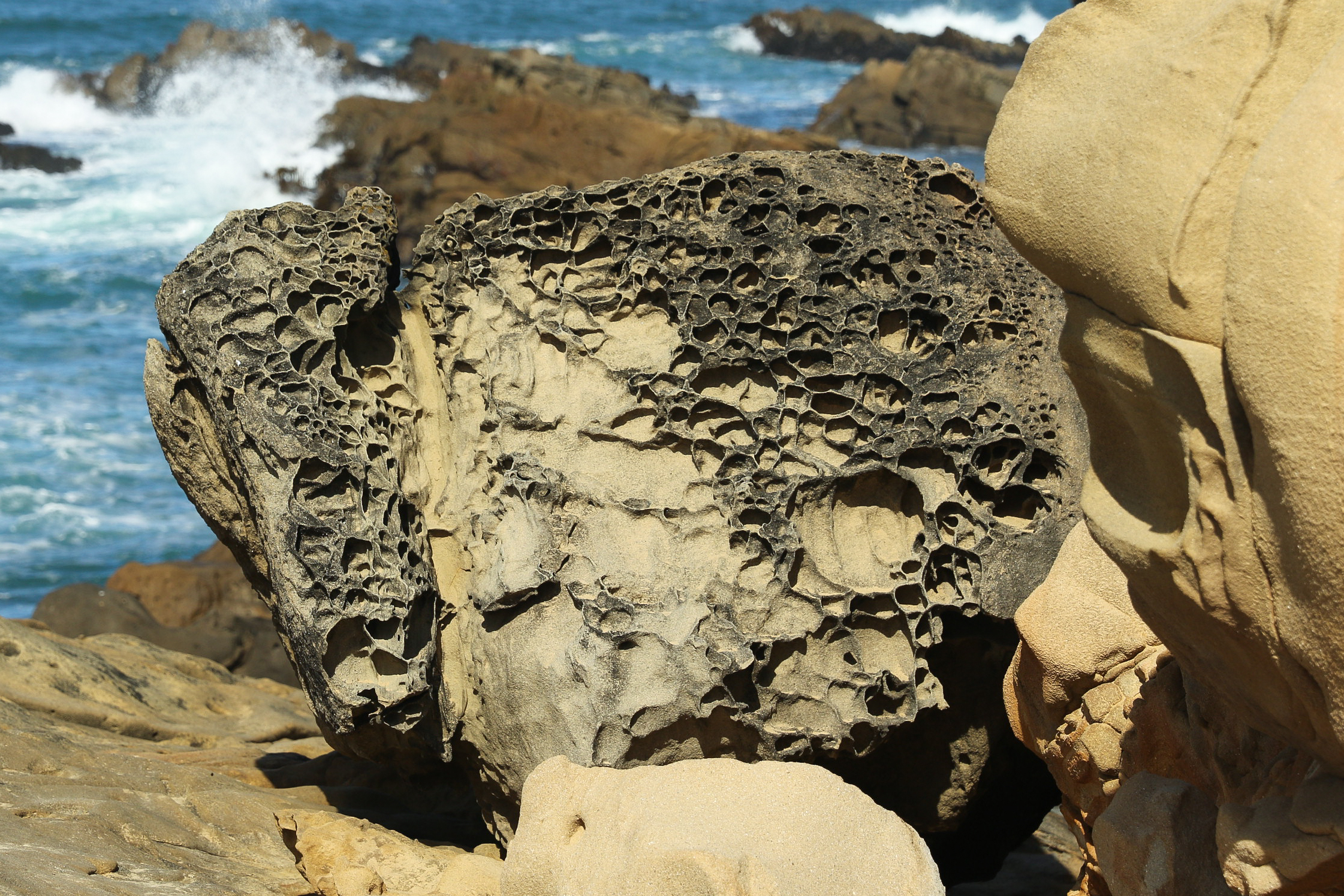
Les taffoni contribuent au pittoresque du paysage du littoral.

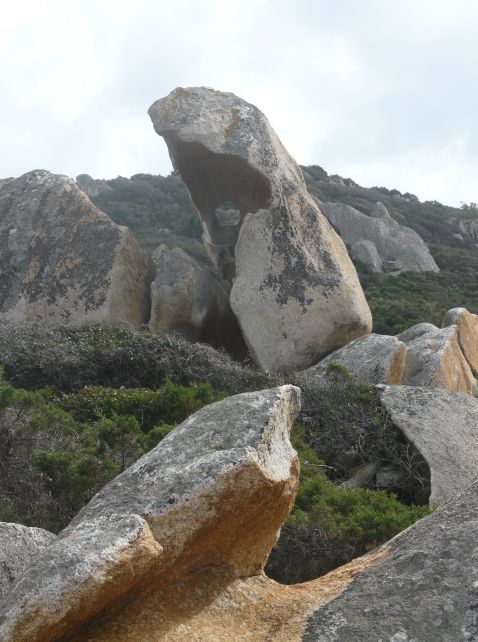
Taffoni sur le sentier littoral de Campomoro-Senetosa, Corse-du-Sud.

Taffoni (ou tafoni, mot corse, pluriel de tafonu) désigne en géomorphologie une forme en creux arrondie, de plusieurs décimètres à plusieurs mètres de diamètre, creusée sur une surface rocheuse plus ou moins verticale par l'érosion alvéolaire, en climat sec ou sur certaines côtes. Les géomorphologues réservent le nom de nids d'abeille à de petites alvéoles de quelques centimètres de diamètre.
Une surface rocheuse plane ou faiblement inclinée permet à cette érosion différentielle de façonner un modelé de type creux de dissolution (en) (cupule, vasque).

## Origine
Les taffoni sont dus à l'amplification de la corrosion superficielle géo et biochimique au niveau de zones initialement légèrement déprimées ou poreuses (petites dépressions, trous …). Ces zones concentrent l'humidité et sèchent moins vite que les autres, notamment lorsqu'elles sont orientées sur une face moins exposée au soleil (développement préférentiel sur les versants exposés aux embruns ou aux vents humides, de même que sur les parties hautes des alvéoles, l'alvéolisation se développant dans cette direction). Cette altération, qui affecte surtout les roches magmatiques grenues et les roches sédimentaires gréseuses dont l'hétérogénéité est propice à l'action de l'érosion différentielle, se conjugue avec des phénomènes d'hydratation qui contribuent à désagréger les cristaux, ainsi qu'avec la déflation éolienne qui intervient pour évacuer les débris fins, formant ces cavités creuses. Les alvéoles peuvent être aussi partiellement modelées par l'action éolienne dans les régions désertiques et subdésertiques.
Les taffoni, présents dans toutes les roches de la Corse, prennent leur plus beau développement dans les granites résistants. Ils sont alors à l'origine de formes qui permettent à l'imagination de proposer légendes et mystères.

## Taffoni et nids d'abeilles
Taffoni et nids d’abeille sont parfois confondus.
Les différences entre ces deux modelés tiennent d’une part à l’échelle : les taffoni ont un volume de quelques centimètres cubes à plusieurs mètres cubes tandis que les nids d’abeille sont un ensemble de trous d’ordre centimétrique ; d’autre part aux conditions de développement : les taffoni semblent favorisés par la présence d’humidité et de sels tandis que les nids d’abeille requièrent une certaine prédisposition structurale : présence de microfissures (diaclases horizontales) ou de creux naturels (tels les géodes) dans la roche, distribution de minéraux fragiles en amas sur lesquels se calquent les trous. En se développant, les taffoni créent un microclimat humide qui favorise leur croissance pouvant être orientée par le vent (face du rocher non exposée au soleil, rosée). Les nids d’abeille quant à eux se transforment en niches favorables à l’installation de microorganismes (lichens) qui vont exacerber la météorisation pouvant conduire à la formation de taffoni par coalescence, d'où une distinction difficile selon leur phase de croissance,.

## Altérations des pierres d'œuvre

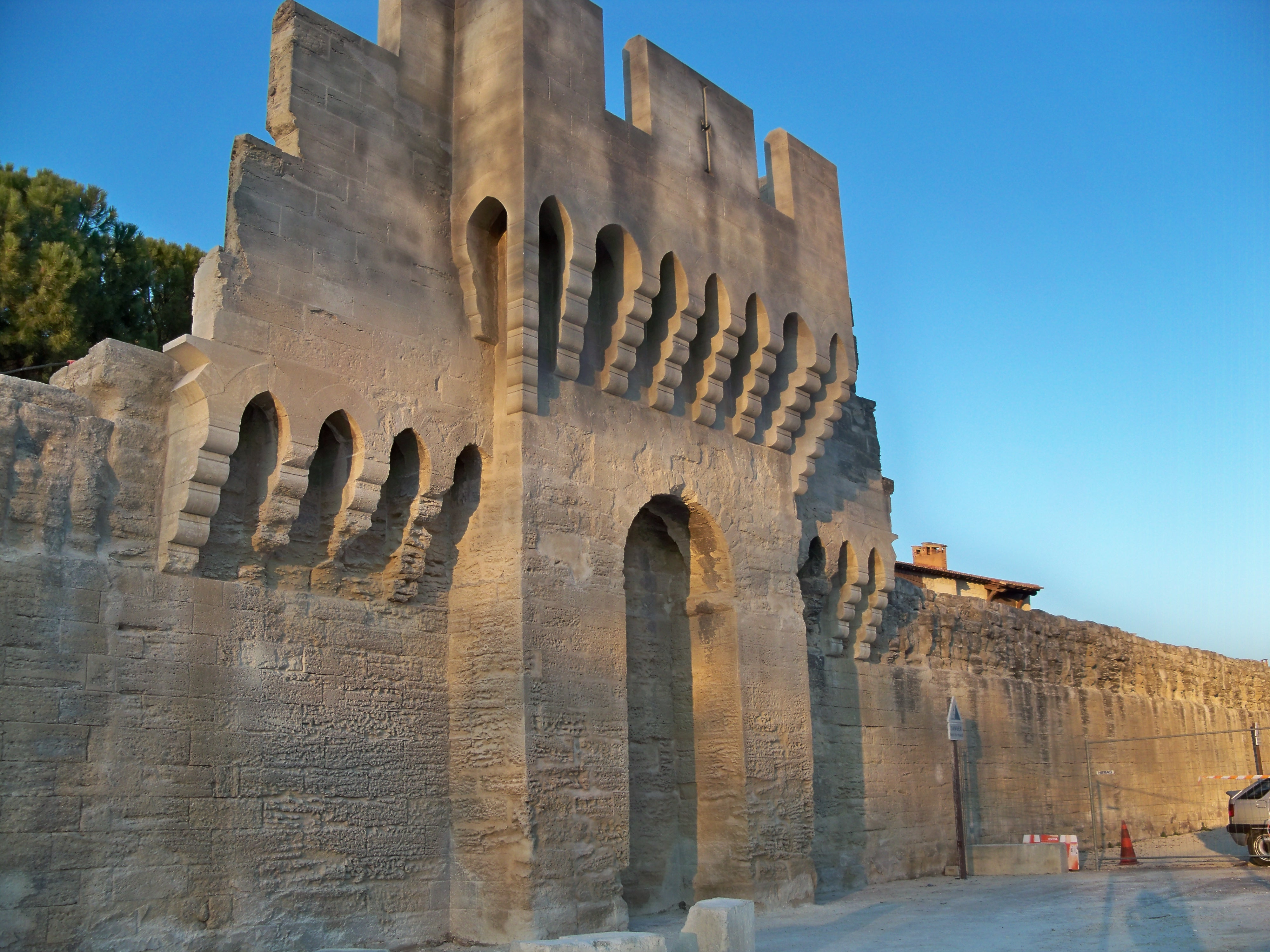
Efflorescence à la base et alvéolisation des pierres des remparts d'Avignon sous l'effet des remontées capillaires et des cristallisations salines.

« L’eau peut monter par capillarité depuis le sol jusqu’à quelques mètres à la base des murs. Une nappe phréatique subaffleurante, un sous-sol mal drainé, une contre-pente malencontreuse induisent la concentration de grands volumes d’eau au pied d’un édifice. Dans ces zones de remontées capillaires, les dégradations sont fréquentes. L’eau imbibe les matériaux qui montrent des taches d’humidité plus ou moins sombres. En se concentrant et en s’évaporant, l’eau permet aussi la cristallisation de sels solubles qui forment des efflorescences, des croûtes salines superficielles et qui, en contaminant plus en profondeur la pierre, sont capables de produire différents types d’altérations » produites par l'haloclastie : desquamation (formation de plaques, d'écailles d'une épaisseur variable, de quelques dixièmes de millimètre à plusieurs millimètres), désagrégation (formation d’un sable) et alvéolisation.

## Galerie

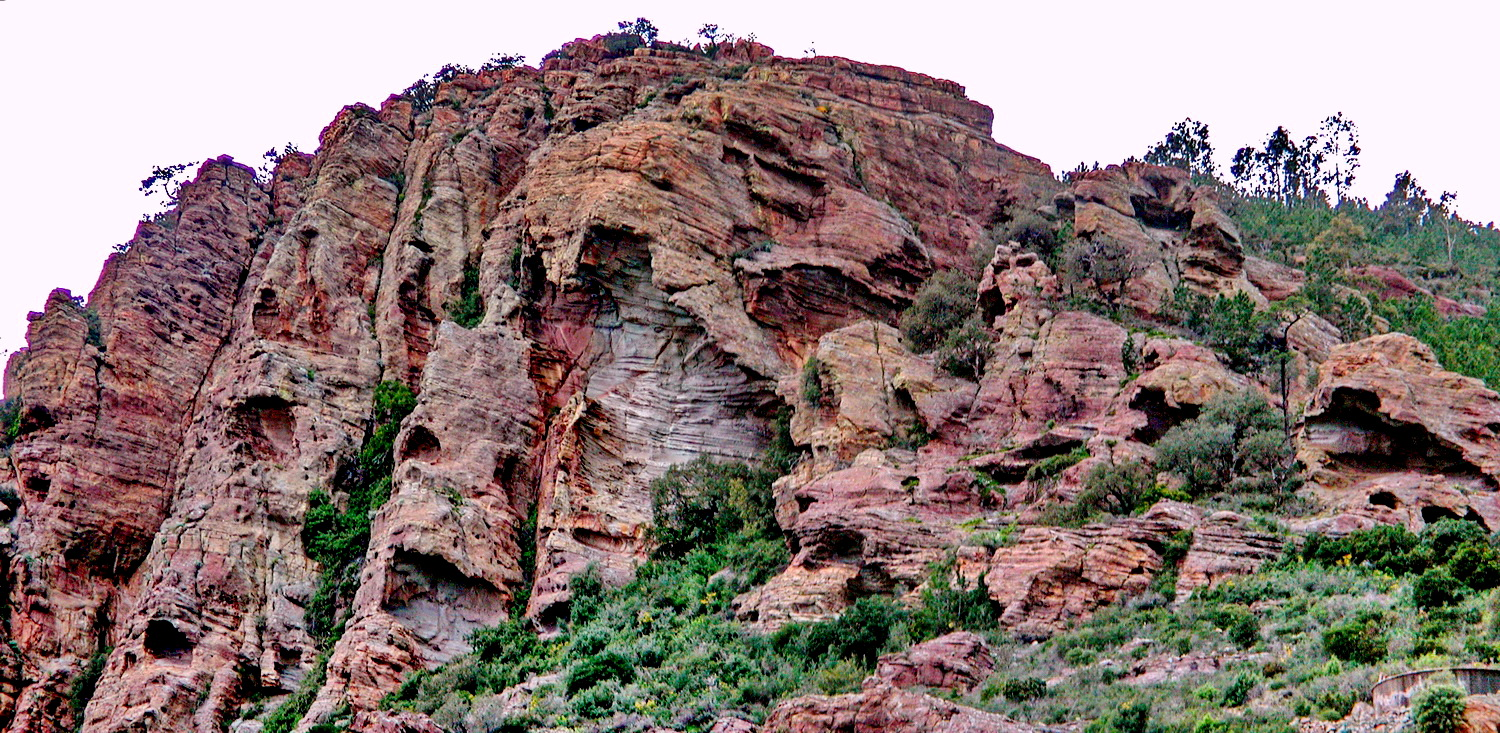
Taffoni dans le massif de l’Esterel à Théoule (rhyolite 8).
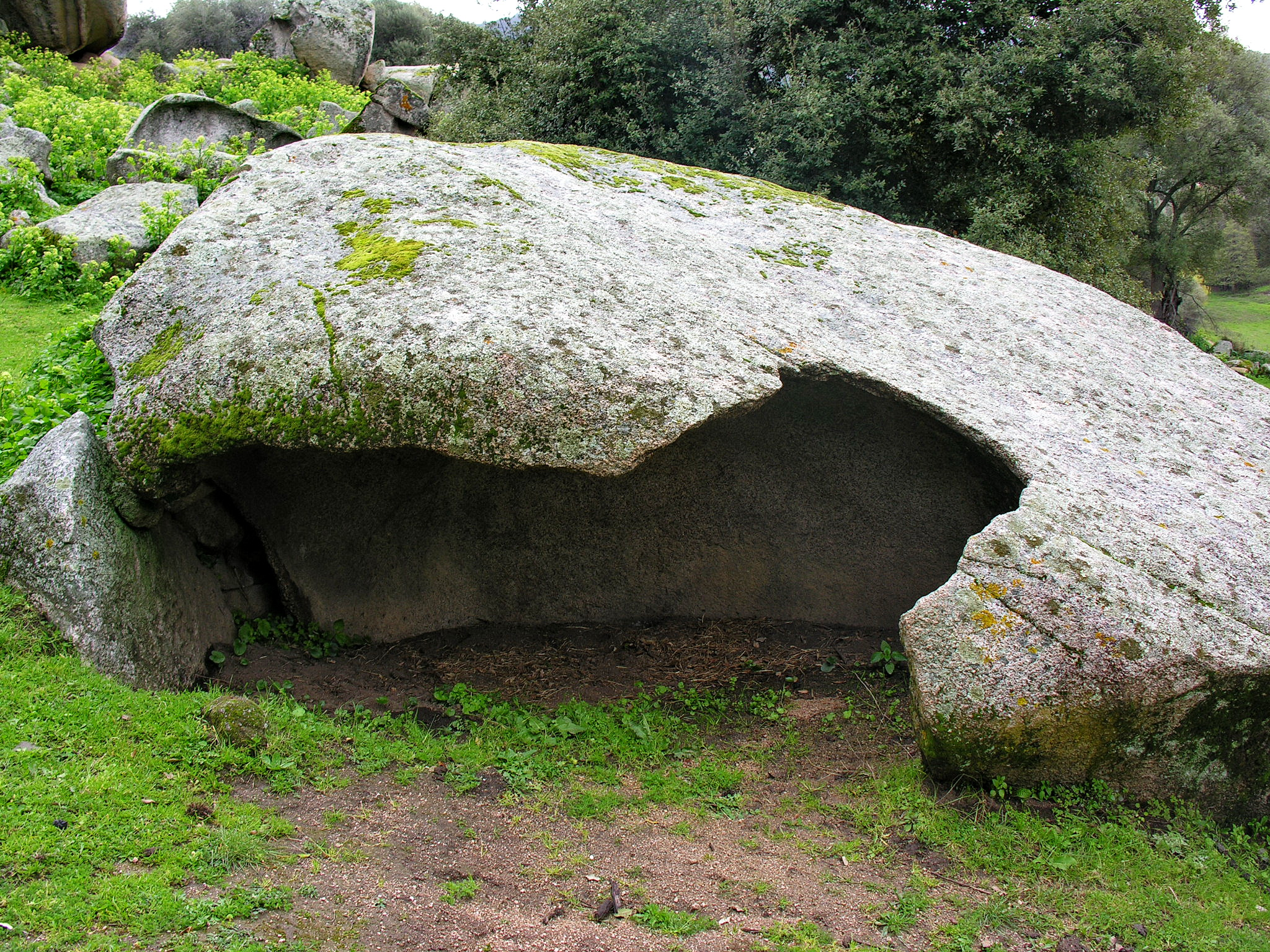
Taffoni en Corse à Filitosa.
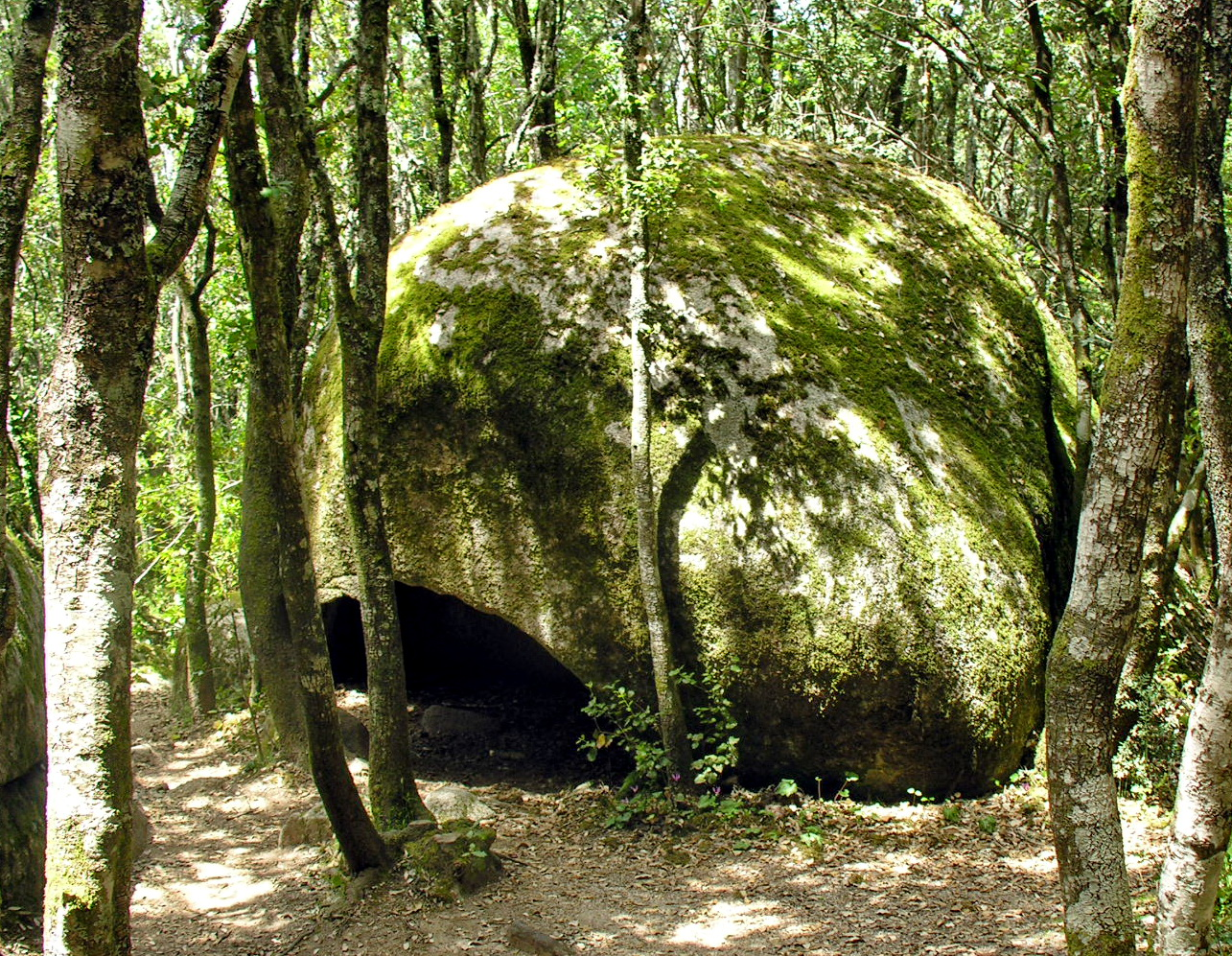
Taffoni en Corse-du-Sud.
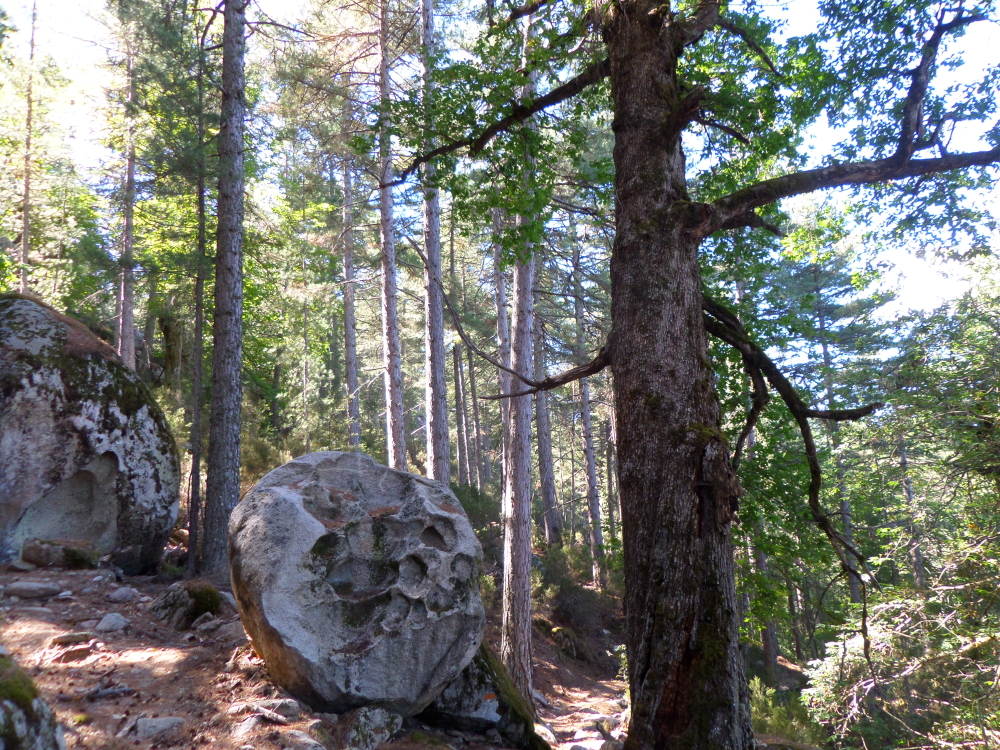
Taffoni dans la forêt du mont Tretorre.
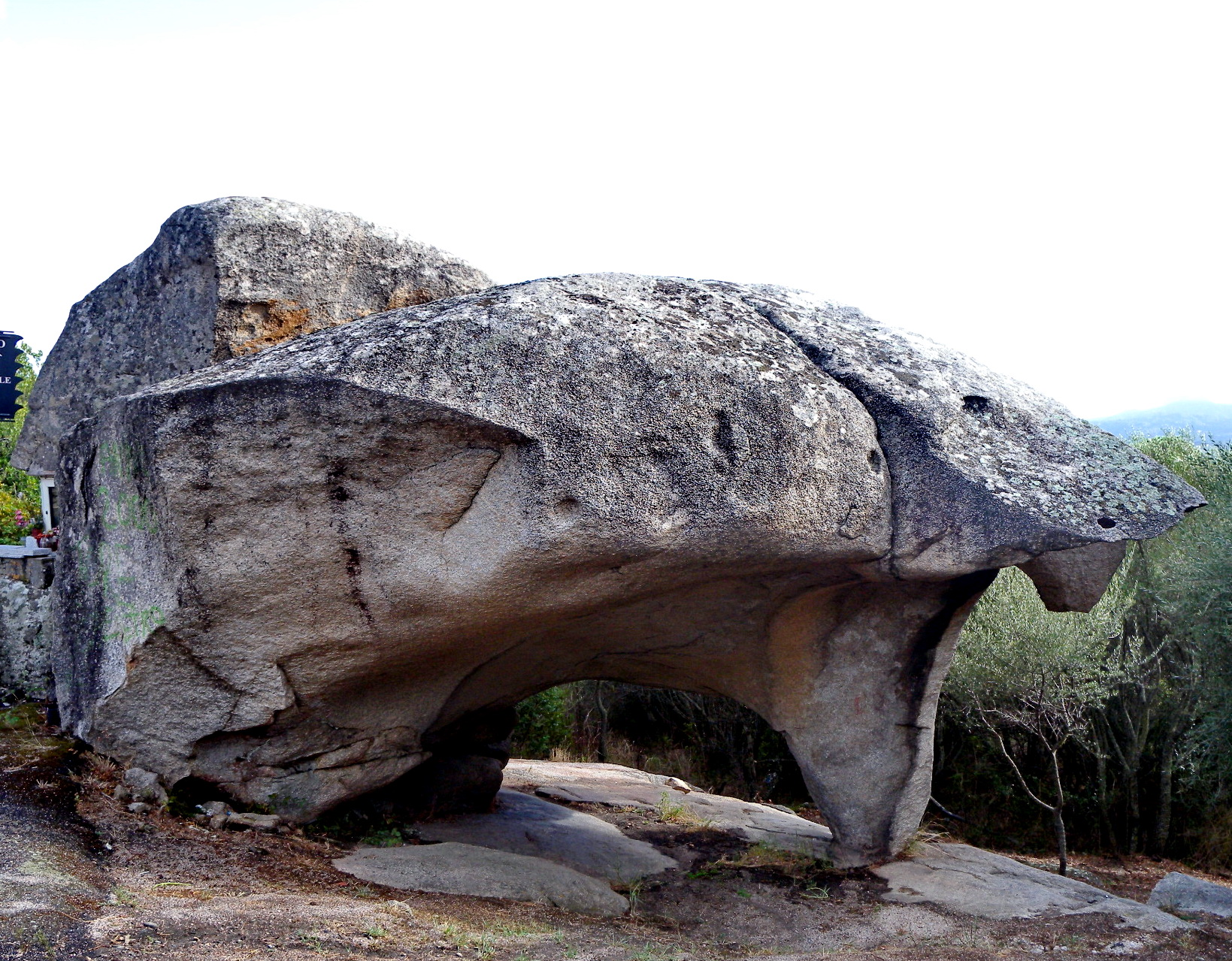
Taffoni en Sardaigne à Arzachena.
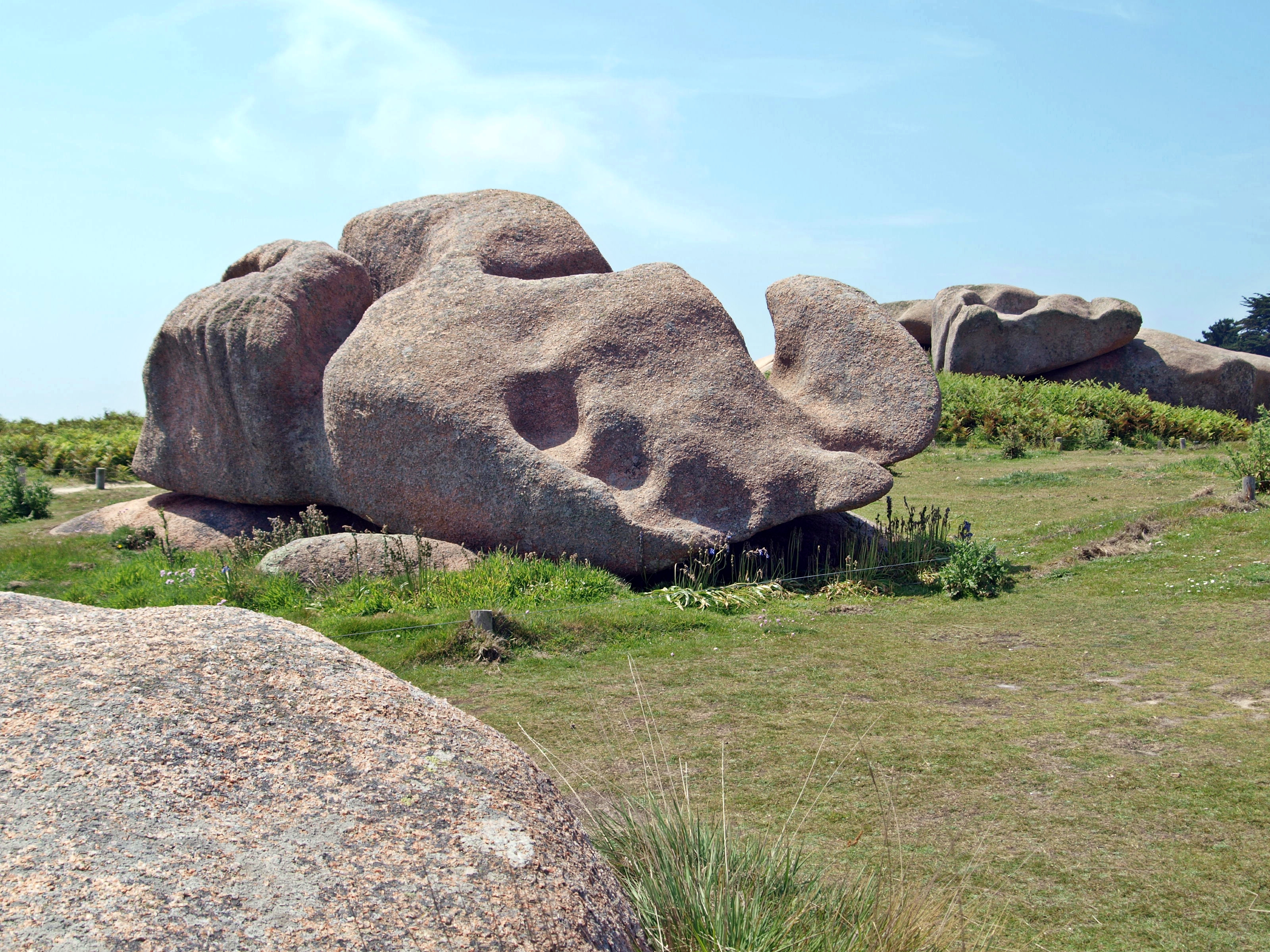
« Bidets de la Vierge » : taffoni, vasques et rigoles sur l'île Renote.
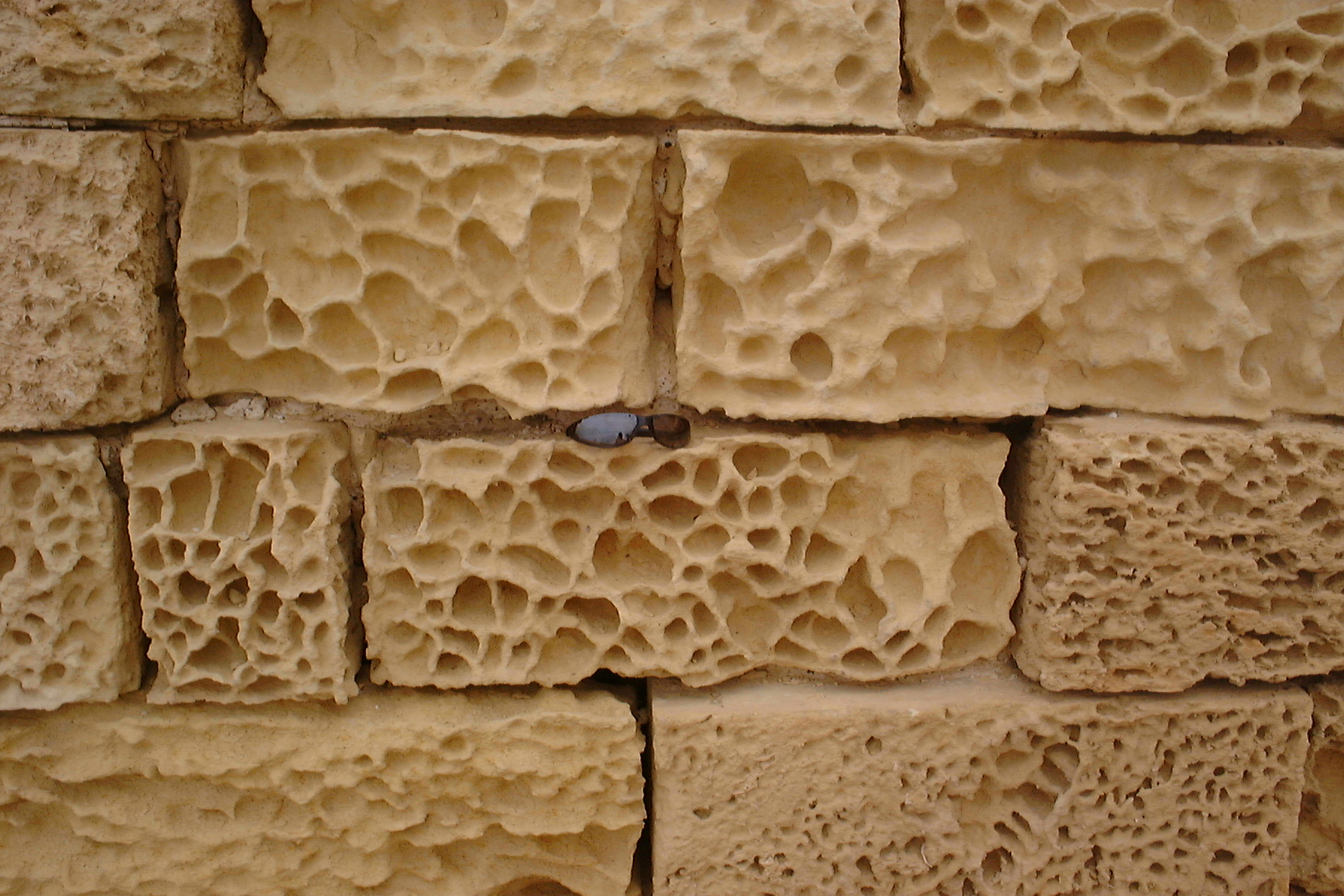
Nids d'abeille sur une pierre de construction.
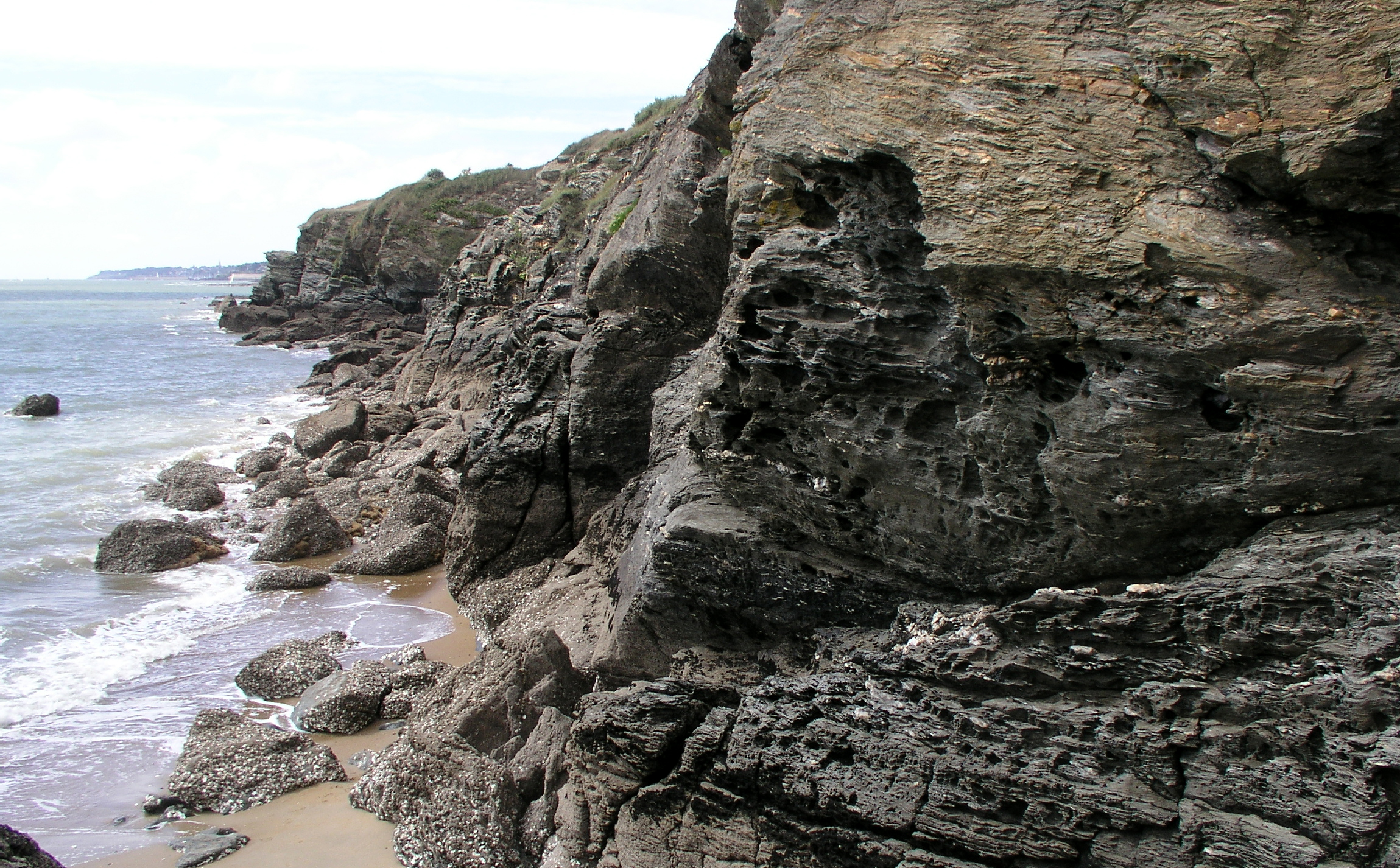
Taffoni de la Fontaine aux Bretons, Pornic, Loire-Atlantique, France.